# イジー・ソード
イジー・ソード（Izi Sword、2001年6月7日 - ）は、ジャパンラグビーリーグワンクボタスピアーズ船橋・東京ベイに所属するオーストラリア出身 のラグビー選手。

## プロフィール
- ポジションはプロップ(PR)。
- 身長 190 cm、体重 120 kg。
- 日本の漫画であるONE PIECEを好む。

## 来歴
2020年、アングリカンチャーチグラマースクール卒業後、拓殖大学に入る。
2024年、アーリーエントリーでクボタスピアーズ船橋・東京ベイに加入。
2025年1月12日に行われたJAPAN RUGBY LEAGUE ONE第4節カンファレンスB東京サンゴリアス戦にて先発出場でリーグワン公式戦初出場を果たした。